# Pachychoeta copulata
Pachychoeta copulata är en tvåvingeart som först beskrevs av Christian Rudolph Wilhelm Wiedemann 1819.  Pachychoeta copulata ingår i släktet Pachychoeta och familjen rovflugor. Inga underarter finns listade i Catalogue of Life.